# Розовка (Крым)
Ро́зовка (до 1948 года Розенфе́льд; укр. Розівка, крымскотат. Rozenfeld, Розенфельд) — исчезнувшее село в Нижнегорском районе Республики Крым, располагавшееся на северо-западе района, в 3 км северо-западнее современного села Михайловка.

## История
Розенфельд, немецкое, или еврейское поселение, возникшее, судя по всему, в 1930-е годы в составе Колайского района (переименованного указом ВС РСФСР № 621/6 от 14 декабря 1944 года в Азовский) и впервые в исторических документах встречается на двухкилометровке РККА 1942 года. Определить национальную принадлежность основателей, исходя из доступных источников, пока не представляется возможным, поскольку ни в энциклопедическом словаре «Немцы России», ни в книге Якова Пасика «Еврейские земледельческие колонии Юга Украины и Крыма» село не упоминается.
В 1944 году, после освобождения Крыма от фашистов, 12 августа 1944 года было принято постановление № ГОКО-6372с «О переселении колхозников в районы Крыма» и в сентябре 1944 года в Азовский район Крыма приехали первые новоселы (162 семьи) из Житомирской области, а в начале 1950-х годов последовала вторая волна переселенцев из различных областей Украины. С 25 июня 1946 года селение в составе Крымской области РСФСР. Указом Президиума Верховного Совета РСФСР от 18 мая 1948 года, Розенфельд переименовали в Розовку.26 апреля 1954 года Крымская область была передана из состава РСФСР в состав УССР. Ликвидировано до 1960 года, поскольку в «Справочнике административно-территориального деления Крымской области на 15 июня 1960 года» селение уже не значилось (согласно справочнику «Крымская область. Административно-территориальное деление на 1 января 1968 года» — в период с 1954 по 1968 год, как село Михайловского сельсовета).